# Pontic
Een pontic is een kunsttand gebruikt als een zwevend element aan één of tussen twee pijler(s) (= kronen), samen vormen deze een brug. De onderkant is ovoïde en geeft een lichte ponticdruk op het tandvlees.